# Beyond Appearances
Beyond Appearances è un album dei Santana del 1985 che arriva in nona posizione in Svizzera.
L'album venne registrato in sette mesi e identifica una totalmente differente formazione dello stile del chitarrista rispetto ai suoi predecessori. Si concentra fermamente sullo stile degli anni ottanta, facendo molto uso di sintetizzatori e drum machine. Beyond Appearances non fu un grande successo, raggiungendo solamente la 50ª posizione nelle classifiche di Billboard 200 con il brano più noto dell'album, "Say It Again".

## Tracce
1. Breaking Out (Johnson, Ligertwood) - 4:30
2. Written in Sand (Froom, Stahl) – 3:49
3. Brotherhood (Sancious, Santana, Thompson) – 2:26
4. Spirit (Johnson, Ligertwood, Rekow) – 5:04
5. Right Now (Ligertwood, Santana) – 5:58
6. Who Loves You (Santana, Thompson, Vilato) – 4:06
7. I'm the One Who Loves You (Mayfield) – 3:17
8. Say It Again (Garay, Goldstein, Lapeau) – 3:27
9. Two Points of View (Ligertwood, Santana) – 4:54
10. How Long (Patton) – 4:00
11. Touchdown Raiders (Santana) – 3:08

## Formazione
- Carlos Santana - chitarra
- Alphonso Johnson - basso
- Chester D. Thompson - tastiere, sintetizzatori
- David Sancious - tastiere, sintetizzatori, chitarra
- Chester Cortez Thompson - batteria
- Armando Peraza - Congas, Bongos, percussioni

## Altri musicisti
- Raul Rekow - Congas, percussioni, voce
- Orestes Vilatò - Timbales, percussioni, voce
- Greg Walker - voce
- Alex Ligertwood - voce, chitarra